# Великопавловский сельский совет
Великопавловский сельский совет (укр. Великопавлівська сільська рада) — входит в состав
Зеньковского района
Полтавской области
Украины.
Административный центр сельского совета находится в 
с. Великая Павловка.

## Населённые пункты совета
- с. Великая Павловка
- с. Фёдоровка
- с. Черняки